# Exochus varipes
Exochus varipes là một loài tò vò trong họ Ichneumonidae.